# Theater der Gegenwart
Theater der Gegenwart ist eine Buchreihe, die seit 2021 im Reclam-Verlag erscheint und laufend erweitert wird. Sie präsentiert Dramen zeitgenössischer Autoren und Autorinnen für den Schulunterricht und das Studium.

## Konzept
Die Reihe richtet sich primär an Schüler und Studenten und soll die Auseinandersetzung mit dem Gegenwartstheater anregen, für das in der Regel preisgünstige und didaktisch aufbereitete Editionen fehlen, und den etablierten Literaturkanon aufbrechen und anreichern.
Sascha Feuchert äußerte sich in einem Interview 2023 hinsichtlich der Auswahlkriterien, dass vor allem die thematische Relevanz für die Zielgruppe – behandelt werden etwa der Nationalsozialismus, Political Correctness, die Klimakrise, sexueller Missbrauch und Medienkritik – und die Eignung für den Deutschunterricht im Vordergrund stünden. Ferner sollten die präsentierten Dramatiker und Dramatikerinnen „für das zeitgenössische Theater prägend“ und Frauen angemessen vertreten sein.
Die meisten publizierten Dramen hatten ihre Uraufführung in den 2010er und 2020er Jahren. Die einzigen Ausnahmen sind bislang Lutz Hübners Das Herz eines Boxers (1996) und Dea Lohers Unschuld (2003).
Alle Bände verfügen über ein Nachwort, einige zusätzlich über Anmerkungen und Unterrichtsanregungen, die von Sascha Feuchert (5 Bände), Anke Christensen, Björn Hayer (je 2 Bände), Thomas Wortmann, Carlo Brune, Andrea Geier und Sven Jacobsen (je 1 Band) besorgt wurden.

## Ausgaben
1. Lutz Hübner, Sarah Nemitz: Abend über Potsdam. Nachwort und Anmerkungen von Sascha Feuchert. 2021, ISBN 978-3-15-014175-5. (UA 2017)
2. Thomas Melle: Bilder von uns. Stück. Nachwort von Carlo Brune. 2021, ISBN 978-3-15-014203-5. (UA 2016)
3. Dea Loher: Unschuld. Nachwort von Andrea Geier. 2022, ISBN 978-3-15-014205-9. (UA 2003)
4. Rebekka Kricheldorf: Homo Empathicus. Nachwort von Sascha Feuchert. 2022, ISBN 978-3-15-014261-5. (UA 2014)
5. Ewald Palmetshofer: die unverheiratete. Nachwort und Anmerkungen von Sascha Feuchert. 2022, ISBN 978-3-15-014285-1. (UA 2014)
6. Lutz Hübner, Sarah Nemitz: Furor. Nachwort und Anmerkungen von Anke Christensen. 2022, ISBN 978-3-15-014288-2. (UA 2018)
7. Lutz Hübner: Das Herz eines Boxers. Nachwort und Anmerkungen von Anke Christensen. 2023, ISBN 978-3-15-014331-5. (UA 1996)
8. Kathrin Röggla: Das Wasser. Anmerkungen und Nachwort von Björn Hayer. Mit einem Essay von Kathrin Röggla. 2023, ISBN 978-3-15-014364-3. (UA 2022)
9. Jens Raschke: Was das Nashorn sah, als es auf die andere Seite des Zauns schaute. Nachwort und Unterrichtsanregungen von Sascha Feuchert. 2024, ISBN 978-3-15-014400-8. (UA 2015)
10. Petra Wüllenweber: Netboy. Nachwort, Anmerkungen und Unterrichtsanregungen von Sven Jacobsen. 2023, ISBN 978-3-15-014401-5. (UA 2016)
11. Bernhard Schlink: 20. Juli. Ein Zeitstück. Mit einem Interview mit Bernhard Schlink. Nachwort und Anmerkungen von Sascha Feuchert. 2024, ISBN 978-3-15-014465-7. (UA 2024)
12. Daniel Kehlmann: Die Reise der Verlorenen. Nachwort und Anmerkungen von Thomas Wortmann. 2024, ISBN 978-3-15-014553-1. (UA 2018)
13. Armela Madreiter: südpol.windstill. Nachwort und Unterrichtsanregungen von Björn Hayer. 2025, ISBN 978-3-15-014622-4. (UA 2023)